# Polypria lateralis
Polypria lateralis es una especie de coleóptero de la familia Oedemeridae.

## Distribución geográfica
Habita en Brasil.